# Owen Luder
Owen Luder, CBE, (n. 7 august 1928, Londra, Anglia, Regatul Unit – d. 8 octombrie 2021) a fost un arhitect britanic, unul dintre cei mai notabili reprezentanți ai arhitecturii brutaliste, care a proiectat și construit în Marea Britanie, în deceniile 1960 și 1970, un număr mare de clădiri foarte cunoscute, dar și controversate. Luder este unul din foștii președinți al Architects Registration Board, respectiv al Royal Institute of British Architects.

## Opera arhitecturală
Lucrările lui Owen Luder includ unele dintre cele mai puternice și "pure" exemple de stil brutalist arhitectural, cu forme masiv sculpturale de beton armat, tipice modernismului târziu și brutalismului.  Astfel de clădiri creează constatnt, mai ales în cazul concret al climatului excesiv de umed al insulelor britanice, mari probleme de menținere în stare bună a aspectului general și, mai ales, al fațadelor. 
Owen este creatorul unora dintre cele mai puternice și "tipice" exemple de arhitectură brutalistă, clădirile realizate de el având adesea coloane și piloni masivi, dar sculpturali, din beton armat. 